# Власть Труда (Красноярский край)
Власть Труда́ — деревня в Рыбинском районе Красноярского края. Входит в состав Налобинского сельсовета.

## География
Деревня находится примерно в 7 км (по прямой) к востоку от города Заозёрный, административного центра района.

### Климат
Климат резко континентальный. Зима суровая, средние температуры января составляют −19—21 °С, критические — от −45 до −52 °С. Лето преимущественно жаркое, солнечное, со средними температурами июля +19—25 °С, максимальные: +34—38 °С.

## Население
| 2010 |
| ---- |
| 20   |

### Национальный состав
Согласно результатам переписи 2002 года, в национальной структуре населения русские составляли 85 % из 27 чел.